# Jubb'adin
Jubb'adin hoặc Ġuppaҁōḏ (tiếng Ả Rập: جبعدين, tiếng Aram Đế quốc: ܓܦܥܘܕ    - גפעוד)  là một ngôi làng ở miền nam Syria, một phần hành chính của Tỉnh bang Dimashq, nằm ở phía đông bắc Damascus thuộc dãy núi Qalamun. Các địa phương lân cận bao gồm Saidnaya và Rankous ở phía tây nam, Yabroud và Maaloula ở phía đông bắc, và Assal al-Ward ở phía tây bắc. Theo Cục Thống kê Trung ương Syria, Jubb'adin có dân số 3.778 trong cuộc điều tra dân số năm 2004. Tuy nhiên, con số đó có thể đã giảm trong cuộc Nội chiến Syria do hậu quả thương vong và di cư của những thanh niên ra khỏi làng để tránh dự thảo quân sự. Năm 2013, ngôi làng đã bị Lực lượng Vũ trang Syria bắn phá nhiều lần.
Ngôi làng này là một trong ba ngôi làng cuối cùng còn lại nơi Western Neo-Aramaic vẫn được sử dụng. Hầu hết những người trẻ tuổi trong làng đều biết song ngữ và nói cả tiếng Tây Neo-Aramaic và tiếng Ả Rập Syria trôi chảy. Từ nguyên của tên làng vẫn còn gây tranh cãi. Nó được cho là bao gồm hai phần. Phần đầu tiên là Ġuppa (tiếng Aram Đế quốc: ܓܽܦܐ), Đó là tiếng Aram cho 'tốt' và phần thứ hai là ҁōḏ (tiếng Aram Đế quốc: ܥܘܕ), trong đó có một số ý nghĩa có thể. ҁōḏ (tiếng Aram Đế quốc: ܥܘܕ) có thể có nghĩa là 'bữa tiệc', làm cho ý nghĩa đầy đủ là 'giếng của bữa tiệc'. Một khả năng khác là nó liên quan đến Audis, người sáng lập Audianism trước khi đạo Hồi ra đời, trong trường hợp đó, ý nghĩa đầy đủ sẽ là "giếng của Audius". Một lý thuyết khác, mặc dù ít có khả năng hơn, đó là từ này liên quan đến người của 'Ad, người được nhắc đến trong Kinh Qur'an. Ngày nay, cư dân của ngôi làng chủ yếu là người Hồi giáo Sunni. Nhà thờ Hồi giáo chính trong làng được gọi là Jemҁa rāb hoặc 'Nhà thờ Hồi giáo lớn' ở Aramaic. Trong lịch sử, hầu hết cư dân là nông dân nhưng ngày nay có sự đa dạng nghề nghiệp lớn hơn nhiều. Jubb'adin là nguồn chính cho thơ hiện đại được viết bằng ngôn ngữ Neo-Aramaic phương Tây nhờ nhiều nhà thơ của nó. Môi trường lạnh hơn hầu hết các thành phố và làng mạc khác của Syria do độ cao của nó. Những cá nhân nổi tiếng trong làng bao gồm nam diễn viên người Syria Jalal Al-Taweel.